# Kattusseqatigiit
Kattusseqatigiit (littéralement « Association de candidats » en groenlandais) est un ancien parti politique conservateur du Groenland.

## Histoire
Anthon Frederiksen est élu à l'Inatsisartut pour la première fois en 1995 sous l'étiquette « Indépendants ». Il obtient ses meilleurs résultats quatre ans plus tard, en 1999, avec quatre députés élus sous cette étiquette. L'existence de Kattusseqatigiit est formalisée en 2005.
Après des résultats décevants aux élections de 2013 (326 voix et aucun député), Frederiksen dissout Kattusseqatigiit et rejoint le Partii Naleraq,. Il est élu sous cette étiquette lors des élections anticipées de 2014.

## Résultats électoraux
| Année | Voix  | %    | Sièges |
| ----- | ----- | ---- | ------ |
| 1995  | 1 193 | 4,7  | 1 / 31 |
| 1999  | 4 939 | 12,3 | 4 / 31 |
| 2002  | 1 884 | 5,3  | 1 / 31 |
| 2005  | 1 385 | 4,1  | 1 / 31 |
| 2009  | 1 084 | 3,8  | 1 / 31 |
| 2013  | 326   | 1,1  | 0 / 31 |